# 李石保
李石保（1955年2月—），广东省翁源县人，中华人民共和国政治人物。

## 生平
1955年2月，李石保出生在广东省翁源县。1974年2月，李石保成为翁源县路线教育运动工作队队员、工作队组长，期间于1975年9月加入中国共产党，之后陆续担任翁源县坝仔公社党委委员、团委书记；岩庄公社党委委员、团委书记、党委副书记；庙墩公社党委副书记。1982年，李石保进入华南农业大学干修科农业经济管理专业大专班脱产学习。1984年毕业后出任翁源县农业委员会主任、农村工作部部长。1985年3月升任副县长，1987年3月成为县委副书记，1989年6月兼任代县长，1990年3月正式兼任县长。
1991年12月，李石保调任中共始兴县委副书记、副县长、代县长，次年3月正式出任县长。
1995年9月，李石保调任韶关市财政委员会副主任、党组副书记。1998年4月转任韶关市计划委员会主任，7月兼任系统党委书记。2001年8月成为韶关市发展计划局局长（韶关市发展和改革局）、党组书记，2006年12月兼任中共韶关市委秘书长，2007年1月兼任中共韶关市委常委。2011年2月转任韶关市人大常委会副主任、党组副书记，2015年4月出任韶关市人大常委会代理主任、党组副书记，同年12月兼任韶关市政协党组书记，2016年1月兼任韶关市政协主席，同年6月卸任韶关市人大常委会代理主任、党组副书记。

### 落马
2024年7月3日，李石保涉嫌严重违纪违法接受广东省纪委监委纪律审查和监察调查。8月4日，其继任者王青西被查。